# دالهایم (آلمان)
دالهایم (به آلمانی: Dahlheim) یک شهر در آلمان است که در Verbandsgemeinde Loreley واقع شده‌است. دالهایم ۹۰۵ نفر جمعیت دارد.